# خط متروی المشاعرالمقدسه
خط متروی المشاعرالمقدسه (عربی: قطار المشاعر المقدسة الخط الجنوبي) یک خط مترو در شهر مکه عربستان سعودی است. این خط با ادعای اینکه بالاترین ظرفیت بردن مسافر در جهان را دارد اما فقط هفت روز در سال کار می‌کند و یک قطار شاتل است که انحصارا برای زائرین اماکن مقدس در مکه. کوه عرفات. موزدلفه و مینا گذاشته شده تا ازدحام هزاران اتوبوس و خودرو در مراسم حج کم کند. این مترو در ۱۳ نوامبر ۲۰۱۰ درست در زمان حج سال ۱۴۳۱ بین ۲۵ تا ۲۹ نوامبر ۲۰۱۰ افتتاح شد. این خط مترو جداگانه است و به‌طور فیزیکی متصل به شبکه متروی آینده مکه نخواهد بود.

## خدمات
سعودی‌ها تخمین می‌زنند این مترو جای ۵۳۰٫۰۰۰ اتوبوس را خواهد گرفت و قول یک زیارت امن تر و راحت‌تر را می‌دهند. تا موسم حج ۲۰۱۳ (حج ۱۴۳۳) این مترو توانست با ظرفیت حد اکثرش کار کند و تخمین زده می‌شود که بیش از ۳٫۹۵ میلیون مسافر را جابجا کرده باشد که برای آن زمان در بین شلوغ‌ترین سیستم‌ها در جهان این خط مترو بیشترین استفاده را داشته‌است و ۱۲ واگن با ظرفیت ۳۰۰۰ مسافر را دارد. در شلوغی مترو یک زمانبندی خاص گروه شاتل، که به تردد قطار D شناخته شده‌است، با سه ایستگاه خروج و سه ایستگاه ورود انجام می‌گیرد. (در هر مکان مقدس روی خط مترو سه ایستگاه وجود دارد) در زمان‌ها ی خلوت، مترو در تمامی ایستگاه‌ها می‌ایستد.

## طراحی و عملیات
در مارس ۲۰۱۰ شرکت سرکو خاورمیانه قراردادی از شرکت ساختمان راه‌آهن چین برای مشاوره در عملیات و تعمیر و نگهداری متروی مکه بدست آورد. شرکت چینی قرارداد طراحی-ساختمان-کارکرد در سال ۲۰۰۸ از وزارت امور شهر و روستا گرفت. در نوامبر ۲۰۱۴ شرکت پیش برنده، پروژه شرکت حمل ونقل ریل مکه آژانس حمل و نقل کوالاالامپور؛ پراسارانا؛ را برای خدمات مشورتی در طول فاز ۱ برنامه حمل و نقل عام مکه برگزید. فاز ۱ ساختمان دو خط مترو در کل ۱/۴۵ کیلومتر و ۲۲ ایستگاه با زمانبندی راه اندازی ۲۰۱۹ را می‌پوشاند. در طول حج ۲۰۱۴ کارکنان شرکت‌های پراسارانا و اکسپرس ریل لینک به اتمام کار شرکت ساختمان راه‌آهن چین کمک کرده و کمبودهای پرسنلی آن را تأمین کردند. در آغاز ۲۰۱۸ بعد از سه سال انجام آن توسط پراسارانا مالزی بار دیگر قرارداد توسط شرکت ساختمان راه‌آهن چین گرفته شد.
بعضاً ادعا می‌شود که این مترو سریعترین مترو در جهان در نوع خود است. اجرای این طرح در ۲۲ ماه به پایان رسید و اگر مراسم مذهبی مانع ان نمی‌شد ۱۶ ماهه تمام می‌شد. این مترو ابتدا با ۳۵٪ ظرفیتش با کنترل دستی و با استفاده از سیستم حفاظت اتوماتیک – که سرعت مترو را در همان سطحی که از بیرون فرمان داده می‌شود نگه می‌دارد کار می‌کرد.
شرکت ساختمان راه‌آهن چین مسئول ساختن زیربنا و ادغام سیستم‌ها تحت قرارداد ۷/۶ بیلیون ریالی فاز یک بود که دولت عربستان پس از دیدار هو جینتائو رئیس‌جمهور چین در فوریه ۲۰۰۹ به آن اعطاء کرد.
شرکت ساختمان راه‌آهن چین پروژه زیربنا و ادغام را انجام داد و برخی سیستم‌ها را حذف کرد. خط مترو فقط در ۲۱ ماه با حدود ۸٫۰۰۰ کارگر ماهر و غیر ماهر و تقریباً ۵٫۰۰۰ مهندس ساخته شد.